# NGC 4746
NGC 4746 este o galaxie spirală situată în constelația Fecioara. A fost descoperită în 29 martie 1830 de către John Herschel. Se află la o distanță de 31,77 de megaparseci de Pământ.